# Welsh Premier League 2012-2013
La Welsh Premier League 2012-2013 è la 21ª edizione della massima serie del campionato di calcio gallese. La stagione è iniziata il 17 agosto 2012. The New Saints hanno vinto il titolo per la settima volta, la seconda consecutiva.

## Novità
Il Neath, terzo classificato nella stagione 2011-2012, era stato retrocesso in seguito alla decisione dell'UEFA di non concedergli la licenza. Il Connah's Quay, vincitore della Cymru Alliance, era stato promosso al suo posto.

## Regolamento
Le 12 squadre si sono affrontate in un girone di andata e ritorno, per un totale di 22 giornate. Al termine, le squadre sono state divise in due gruppi di sei, in base alla classifica. Ogni squadra ha incontrato le altre del proprio gruppo, in partite di andata e ritorno, per un totale di altre 10 giornate.

La squadra campione è ammessa al secondo turno di qualificazione della UEFA Champions League 2013-2014.

La seconda classificata è ammessa al primo turno di qualificazione della UEFA Europa League 2013-2014.

Le squadre classificate dal terzo all'ottavo posto partecipano ai play-off per l'assegnazione di un altro posto nel primo turno di qualificazione della UEFA Europa League 2012-2013.

L'11ª e la 12ª classificata sono retrocesse direttamente in Cymru Alliance o in Welsh Football League Division One.

## Squadre partecipanti
| Club                | Città         | Stadio              | Posizione 2011-2012        |
| ------------------- | ------------- | ------------------- | -------------------------- |
| Aberystwyth Town    | Aberystwyth   | Park Avenue         | 8º posto                   |
| Afan Lido           | Aberavon      | Marstons Stadium    | 10º posto                  |
| Airbus UK Broughton | Broughton     | The Airfield        | 7º posto                   |
| Bala Town           | Bala          | Maes Tegid          | 5º posto                   |
| Bangor City         | Bangor        | Farrar Road Stadium | 2º posto                   |
| Carmarthen Town     | Carmarthen    | Richmond Park       | 11º posto                  |
| GAP Connah's Quay   | Connah's Quay | Deeside Stadium     | 1º posto in Cymru Alliance |
| Llanelli Town       | Llanelli      | Stebonheath Park    | 4º posto                   |
| Newtown             | Newtown       | Latham Park         | 12º posto                  |
| Port Talbot Town    | Port Talbot   | Victoria Road       | 9º posto                   |
| Prestatyn Town      | Prestatyn     | Bastion Road        | 6º posto                   |
| The New Saints      | Oswestry      | Park Hall           | Campione del Galles        |

## Stagione regolare

### Classifica
|  | Pos. | Squadra             | Pt | G  | V  | N | P  | GF | GS | DR  |
|  | ---- | ------------------- | -- | -- | -- | - | -- | -- | -- | --- |
|  | 1.   | The New Saints      | 46 | 22 | 14 | 4 | 4  | 48 | 17 | +31 |
|  | 2.   | Airbus UK Broughton | 39 | 22 | 12 | 3 | 7  | 59 | 31 | +28 |
|  | 3.   | Bangor City         | 36 | 22 | 10 | 6 | 6  | 51 | 34 | +17 |
|  | 4.   | Prestatyn Town      | 36 | 22 | 10 | 6 | 6  | 52 | 48 | +4  |
|  | 5.   | Port Talbot Town    | 32 | 22 | 9  | 5 | 8  | 40 | 37 | +3  |
|  | 6.   | Carmarthen Town     | 30 | 22 | 8  | 6 | 8  | 31 | 36 | -5  |
|  | 7.   | GAP Connah's Quay*  | 29 | 22 | 9  | 3 | 10 | 51 | 54 | -3  |
|  | 8.   | Llanelli Town       | 27 | 22 | 7  | 6 | 9  | 28 | 44 | -16 |
|  | 9.   | Bala Town           | 26 | 22 | 7  | 5 | 10 | 33 | 38 | -5  |
|  | 10.  | Newtown             | 26 | 22 | 7  | 5 | 10 | 37 | 45 | -8  |
|  | 11.  | Aberystwyth Town    | 26 | 22 | 7  | 5 | 10 | 28 | 45 | -17 |
|  | 12.  | Afan Lido           | 14 | 22 | 4  | 2 | 16 | 32 | 61 | -29 |

Legenda:

      Ammesse alla poule scudetto

      Ammesse alla poule retrocessione

* = 1 punto di penalizzazione

### Risultati
|                     | Abe | Afa | Air | Bal | Ban | Car | Con | Lla | New | Por | Pre | TNS |
| ------------------- | --- | --- | --- | --- | --- | --- | --- | --- | --- | --- | --- | --- |
| Aberystwyth Town    | ––– | 4-2 | 1-0 | 1-1 | 0-0 | 1-0 | 3-0 | 0-2 | 0-2 | 0-5 | 4-1 | 1-4 |
| Afan Lido           | 0-0 | ––– | 1-5 | 1-0 | 2-3 | 2-1 | 2-1 | 0-1 | 2-3 | 0-3 | 2-4 | 1-3 |
| Airbus UK Broughton | 5-1 | 3-1 | ––– | 1-0 | 2-3 | 1-2 | 2-2 | 1-1 | 2-1 | 5-0 | 5-0 | 2-1 |
| Bala Town           | 3-2 | 3-2 | 0-2 | ––– | 2-1 | 3-0 | 3-6 | 1-2 | 4-4 | 2-0 | 1-2 | 2-2 |
| Bangor City         | 7-1 | 4-1 | 2-0 | 5-0 | ––– | 2-2 | 2-1 | 1-2 | 3-0 | 2-2 | 3-3 | 0-1 |
| Carmarthen Town     | 2-0 | 1-1 | 2-1 | 1-1 | 0-1 | ––– | 2-4 | 1-0 | 4-2 | 1-0 | 2-2 | 0-0 |
| Connah's Quay       | 1-2 | 6-4 | 4-1 | 0-1 | 2-6 | 1-1 | ––– | 3-1 | 2-1 | 2-0 | 3-3 | 1-3 |
| Llanelli            | 0-0 | 3-2 | 2-4 | 1-4 | 2-2 | 4-2 | 1-6 | ––– | 0-3 | 0-1 | 2-2 | 0-6 |
| Newtown             | 3-1 | 1-2 | 1-7 | 1-1 | 3-2 | 1-2 | 1-3 | 1-1 | ––– | 1-1 | 1-4 | 1-1 |
| Port Talbot Town    | 2-4 | 6-1 | 4-4 | 2-1 | 1-1 | 2-1 | 6-1 | 1-2 | 1-0 | ––– | 1-0 | 1-3 |
| Prestatyn Town      | 2-2 | 4-2 | 1-6 | 1-0 | 4-1 | 7-1 | 4-1 | 3-1 | 2-5 | 1-1 | ––– | 1-0 |
| The New Saints      | 3-0 | 2-1 | 1-0 | 1-0 | 3-0 | 0-3 | 5-1 | 0-0 | 0-1 | 5-0 | 4-1 | ––– |

## Poulescudetto

### Classifica
|                   | Pos. | Squadra             | Pt | G  | V  | N | P  | GF | GS | DR  |
| ----------------- | ---- | ------------------- | -- | -- | -- | - | -- | -- | -- | --- |
| Galles (bandiera) | 1.   | The New Saints      | 76 | 32 | 24 | 4 | 4  | 86 | 22 | +64 |
|                   | 2.   | Airbus UK Broughton | 54 | 32 | 17 | 3 | 12 | 76 | 42 | +34 |
|                   | 3.   | Bangor City         | 51 | 32 | 14 | 9 | 9  | 65 | 53 | +12 |
|                   | 4.   | Port Talbot Town    | 47 | 32 | 13 | 8 | 11 | 51 | 52 | -1  |
|                   | 5.   | Prestatyn Town      | 40 | 32 | 11 | 7 | 14 | 62 | 79 | -17 |
|                   | 6.   | Carmarthen Town     | 37 | 32 | 10 | 7 | 15 | 36 | 50 | -14 |

Legenda:

      Campione del Galles e ammessa alla UEFA Champions League 2012-2013

      Ammessa alla UEFA Europa League 2012-2013

### Risultati
|                     | Air  | Ban  | Car  | PTa  | Pre  | TNS  |
| ------------------- | ---- | ---- | ---- | ---- | ---- | ---- |
| Airbus UK Broughton | –––– | 2-0  | 2-0  | 2-0  | 4-1  | 1-2  |
| Bangor City         | 2-0  | –––– | 2-0  | 3-3  | 3-3  | 1-4  |
| Carmarthen Town     | 1-0  | 0-1  | –––– | 0-0  | 3-2  | 0-1  |
| Port Talbot Town    | 1-0  | 1-1  | 1-0  | –––– | 4-1  | 0-3  |
| Prestatyn Town      | 0-4  | 0-1  | 2-1  | 0-1  | –––– | 1-7  |
| The New Saints      | 4-2  | 6-0  | 3-0  | 5-0  | 3-0  | –––– |

## Pouleretrocessione

### Classifica
|  | Pos. | Squadra           | Pt | G  | V  | N  | P  | GF | GS | DR  |
|  | ---- | ----------------- | -- | -- | -- | -- | -- | -- | -- | --- |
|  | 1.   | Bala Town         | 56 | 32 | 17 | 5  | 10 | 62 | 41 | +21 |
|  | 2.   | GAP Connah's Quay | 40 | 32 | 12 | 5  | 15 | 62 | 69 | -7  |
|  | 3.   | Newtown           | 37 | 32 | 10 | 7  | 15 | 44 | 54 | -10 |
|  | 4.   | Aberystwyth Town  | 37 | 32 | 9  | 10 | 13 | 37 | 58 | -21 |
|  | 5.   | Llanelli Town     | 36 | 32 | 10 | 6  | 16 | 41 | 68 | -27 |
|  | 6.   | Afan Lido         | 27 | 32 | 8  | 3  | 21 | 43 | 79 | -36 |

Legenda:

      Ammessa alla UEFA Europa League 2013-2014

      Retrocessa

### Risultati
|                  | Abe  | Afa  | Bal  | Con  | Lla  | New  |
| ---------------- | ---- | ---- | ---- | ---- | ---- | ---- |
| Aberystwyth Town | –––– | 4-3  | 1-3  | 1-1  | 2-1  | 0-0  |
| Afan Lido        | 0-0  | –––– | 0-2  | 2-1  | 1-3  | 2-1  |
| Bala Town        | 1-0  | 4-0  | ---- | 0-5  | 4-0  | 3-1  |
| Connah's Quay    | 1-1  | 3-0  | 1-0  | –––– | 4-2  | 2-0  |
| Llanelli         | 4-3  | 0-2  | 1-5  | 0-1  | –––– | 0-1  |
| Newtown          | 0-0  | 0-1  | 0-1  | 1-0  | 1-2  | –––– |

## Play-off per l'Europa League
Le squadre classificate dal terzo all'ottavo posto si sono affrontate nei play-off per la conquista dell'ultimo posto disponibile per la UEFA Europa League 2013-2014. Tutte le sfide si sono giocate in gara unica, in casa della squadra con il miglior piazzamento in classifica.

### Quarto di finale
|           | Risultato |                   | Luogo e data        |  |
| --------- | --------- | ----------------- | ------------------- |  |
| Bala Town | 1 - 0     | GAP Connah's Quay | Bala, 4 maggio 2013 |  |

### Semifinali
|                  | Risultati |                 | Luogo e data                |  |
| ---------------- | --------- | --------------- | --------------------------- |  |
| Bangor City      | 2 - 4     | Bala Town       | Bangor, 11 maggio 2013      |  |
| Port Talbot Town | 1 - 0     | Carmarthen Town | Port Talbot, 11 maggio 2013 |  |

### Finale
|                  | Risultati |           | Luogo e data                |  |
| ---------------- | --------- | --------- | --------------------------- |  |
| Port Talbot Town | 0 - 1     | Bala Town | Port Talbot, 18 maggio 2013 |  |

## Classifica marcatori[3]
| Gol |  |  | Giocatore       | Squadra                        |
| --- |  |  | --------------- | ------------------------------ |
| 25  |  |  | Michael Wilde   | The New Saints                 |
| 21  |  |  | Chris Simm      | Bangor City                    |
| 19  |  |  | Andy Parkinson  | Prestatyn Town                 |
| 18  |  |  | Mark Jones      | Aberystwyth Town               |
| 18  |  |  | Alex Darlington | The New Saints                 |
| 17  |  |  | Lee Hunt        | Bala Town                      |
| 15  |  |  | David Brooks    | Port Talbot Town               |
| 14  |  |  | Martin Rose     | Llanelli Town Port Talbot Town |
| 13  |  |  | Jamie Petrie    | GAP Connah's Quay              |
| 13  |  |  | Liam Thomas     | Carmarthen Town                |
| 12  |  |  | Rhys Healey     | GAP Connah's Quay              |
| 12  |  |  | Chris Hartland  | Afan Lido                      |
| 12  |  |  | Wayne Riley     | Airbus UK Broughton            |
| 12  |  |  | Mike Hayes      | GAP Connah's Quay              |

## Verdetti
- Campione del Galles:  The New Saints
- In UEFA Champions League 2013-2014:  The New Saints
- In UEFA Europa League 2013-2014:   Airbus UK Broughton,  Prestatyn Town,  Bala Town
- Retrocesse: Afan Lido e  Llanelli Town